# Stade Sóstói
Le Sóstói Stadion (en français : Stade de Sóstó) est un stade de football hongrois situé à Székesfehérvár, d'une capacité de 14 300 places. Il s'agit du plus grand stade du comitat de Fejér et du domicile du Videoton FC. Inauguré en 1967, le stade a connu sa plus grande affluence en 1985 mais a aussi provisoirement accueilli les matchs du Gázszer FC, un club de la commune d'Agárd. Le Puskás Akadémia FC a également évolué dans ce stade jusqu'à l'inauguration du Pancho Aréna de Felcsút.

## Histoire

### Les débuts
À l'emplacement actuel du stade, plusieurs terrains de football ont existé après la Seconde Guerre mondiale. Ce n'est qu'en 1963 que la construction d'un grand stade a débuté et a duré quatre ans. Les industries locales ont fourni les matériaux nécessaires tandis que des habitants volontaires ont apporté la main d’œuvre pour réaliser le stade. L'inauguration s'est faite le 20 septembre 1967 avec la rencontre entre le VT Vasas et Rot-Weiß Erfurt qui a vu la victoire 2–3 des visiteurs. Un article de 1973 titrait "Le football de Székesfehérvár a reçu un digne antre", le stade était considéré à l'époque comme une enceinte moderne et de haut niveau. Le Sóstói Stadion a bénéficié d'extensions dans les années 70 et 80.

### Années 2000
Au fil du temps, le stade est devenu de plus en plus vétuste et surtout, inapte à accueillir des rencontres de compétitions européennes. Durant le gouvernement Orbán I, il est entré dans le programme de rénovation de stades pour que Székesfehérvár puisse être une ville candidate à l'organisation des championnats d'Europe 2008 puis 2012. La reconstruction du stade a donc démarré en 2002 et a duré deux ans durant lesquels une nouvelle tribune principale a été mise en place. Grâce à cela, le stade a parfaitement pu répondre aux strictes exigences de l'UEFA mais puisque la Hongrie n'a pas obtenu l'organisation d'un championnat d'Europe, les extensions suivantes n'ont pas eu lieu. En revanche, après le titre de champion de Hongrie du Videoton en 2010, la tribune VIP a été élargie et des sièges ont été installés dans tous les autres secteurs pour que le stade puisse accueillir un maximum de personnes lors de rencontres européennes.

### Futur
La ville de Székesfehérvár a annoncé un projet d'agrandissement du stade pour un coût de 9 milliards de forints entièrement financé par l'État. La nouvelle enceinte devrait avoir une capacité de 18 000 places, le minimum selon l'UEFA pour organiser des rencontres de phase de poules de Ligue des champions ou de Ligue Europa. Cela permettrait alors au Stade Sóstói de devenir un stade de catégorie 4. Selon les estimations, la rénovation pourrait se terminer fin 2015, début 2016.

## Rencontres internationales
| Date             | Équipe locale | Score | Équipe visiteuse   | Compétition     | Affluence |
| ---------------- | ------------- | ----- | ------------------ | --------------- | --------- |
| 29 mai 1974      | Hongrie       | 3 – 2 | Yougoslavie        | Amical          | 16 000    |
| 23 mai 1984      | Hongrie       | 0 – 0 | Norvège            | Amical          | 5 000     |
| 9 octobre 1991   | Hongrie       | 0 – 2 | Belgique           | Amical          | 7 000     |
| 15 novembre 2006 | Hongrie       | 1 – 0 | Canada             | Amical          | 6 000     |
| 8 septembre 2007 | Hongrie       | 1 – 0 | Bosnie-Herzégovine | Élim. Euro 2008 | 11 000    |
| 17 novembre 2010 | Hongrie       | 2 – 0 | Lituanie           | Amical          | 3 000     |

## Accessibilité
- Voiture : Autoroute M7 à la sortie 64 (Székesfehérvár Centrum/Szekszárd) puis 2 kilomètres sur Sárkeresztúri út et Szárcsa utca.

- Bus et train : Seule la ligne de bus 39 dessert directement le stade depuis la gare centrale, les week-ends. En semaine, il est nécessaire de marcher un quart d'heure depuis les autres arrêts de bus.